# Robòtine
Robòtine (ucraïnès: Роботине, pronunciat /roˈbɔtɪne/) és un poble del raion de Polohi, a l'óblast de Zaporíjia d'Ucraïna. Administrativament, forma part de la hromada urbana de Tokmak. El poble es troba a uns 15 quilòmetres al sud-est d'Oríkhiv. L'any 2001 tenia una població de 480 habitants.
Segons el cens ucraïnès de 2001, la majoria de la població parlava ucraïnès (92,92%), i una minoria parlava rus (6,88%).
Durant la contraofensiva ucraïnesa de 2023 s'hi van produir batalles intenses. Tot i que Ucraïna va informar que havia recuperat grans espais de la zona, Robòtine va ser en gran part destruït i abandonat durant els combats. El poble es troba a la carretera T0408, una via estratègica a només 86 km de Melitòpol; la captura del lloc havia de tallar la ruta de subministrament de les tropes russes. El 21 d'agost de 2023 la 47a brigada ucraïnesa va ocupar Robòtine. Entre febrer i abril de 2024 les tropes russes tornaren a entrar a parts de la ciutat.